# Villanova Wildcats

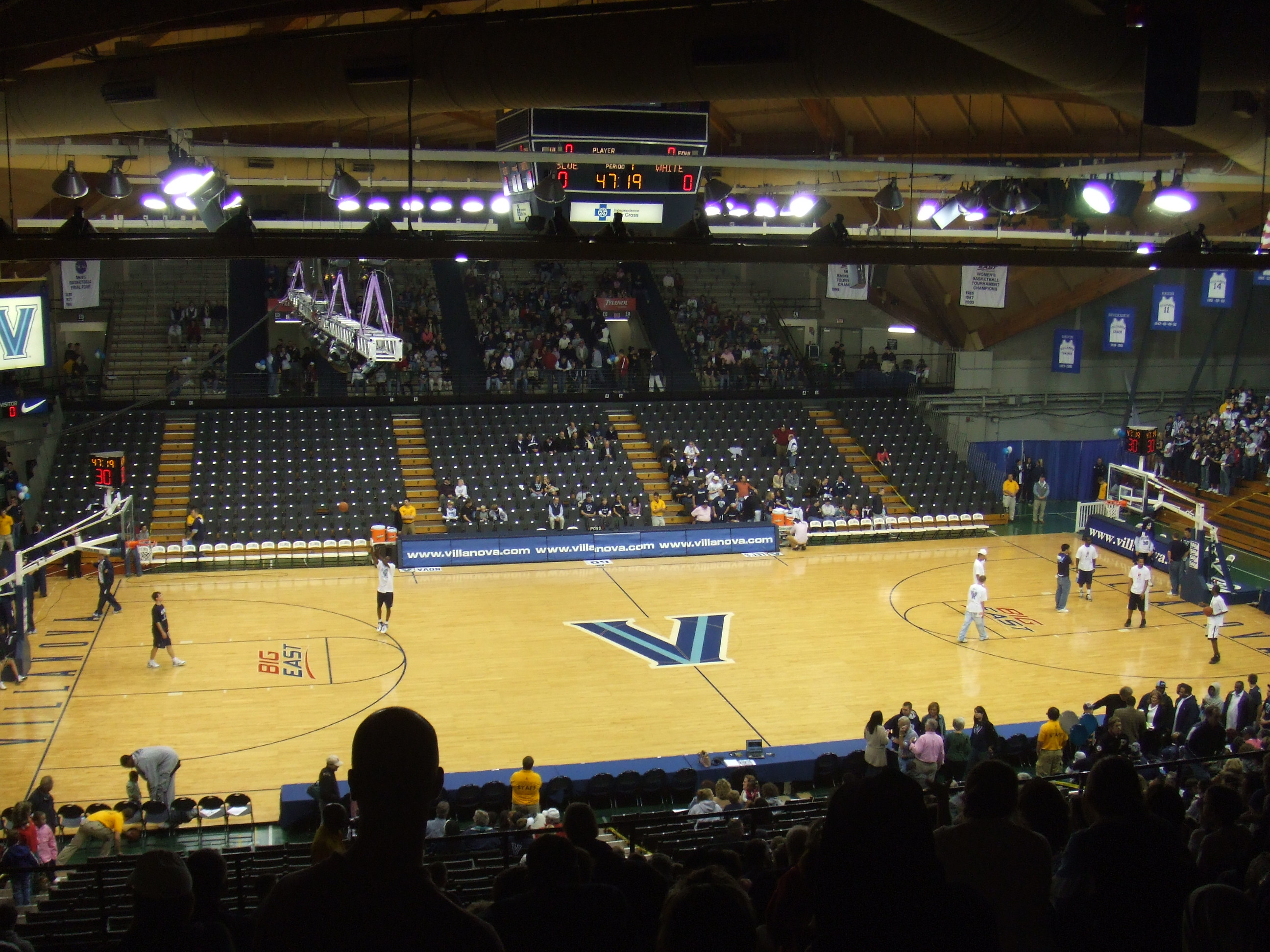
Finneran Pavilion.

Villanova Wildcats (español: Gatos Salvajes de Villanova) es el nombre de los equipos deportivos de la Universidad Villanova, situada en Radnor, en el estado de Pensilvania. 
Los equipos de los Wildcats participan en las competiciones universitarias organizadas por la NCAA, y forma parte de la Big East Conference, excepto el equipo de lacrosse femenino, que lo hace en la Patriot League, el de remo femenino, que compite en la American Athletic Conference, y el de fútbol americano, que compite en la Colonial Athletic Association.

## Apodo
En 1926 se realizó un concurso que involucró a toda la universidad, en busca de adoptar un apodo y una mascota para los equipos deportivos. Fue Edward Hunsinger, un antiguo defensa del equipo de fútbol americano, el que propuso el nombre de Wildcats, siendo el nombre elegido por mayoría.
Hasta finales de los 70, a los equipos femeninos se les denominaba Wildkittens (gatitas salvajes), algo que pronto desapareció por observarse poco políticamente correcto. durante un corto periodo de tiempo, también en los 70, cada equipo tenía su nombre propio, haciendo referencia al deporte que practicaban (Trackcats, Watercats...). Desde principios de los 80, se normalizó el uso de Wildcats para todas las secciones.

## Equipos
Los Wildcats tienen 22 equipos oficiales:
| - Masculino - Baloncesto - Fútbol - Cross - Lacrosse - Natación y saltos - Atletismo - Tenis - Béisbol - Fútbol americano - Golf | - Femenino - Baloncesto - Fútbol - Cross - Lacrosse - Natación y saltos - Atletismo - Tenis - Sóftbol - Voleibol - Hockey sobre hierba - Remo - Waterpolo |

## Baloncesto masculino
El programa de baloncesto masculino se creó en 1920. Desde entonces, han conseguido tres campeonatos nacionales de la NCAA. En 1985, tras derrotar en la final a la Universidad de Georgetown por 66-64, en 2016, tras derrotar en la final a la Universidad de Carolina del Norte por 77-74 con una canasta sobre la bocina, y en 2018, derrotando con claridad a Michigan, 79-62. Además, disputaron la Final Four en 1939, 1971 y 2009, y alcanzaron los cuartos de final en 11 ocasiones. El equipo ha ganado tres torneos de conferencia y ocho temporadas regulares de conferencia entre la Atlantic 10 y la Big East Conference.
Más de 50 jugadores de Villanova han llegado a la NBA, de entre los que se puede destacar al miembro del Basketball Hall of Fame Paul Arizin, y también a Kyle Lowry, Jim Washington, Chris Ford, Rory Sparrow, Ed Pinckney, Josh Hart, Mikal Bridges, Donte Divincenzo o Jalen Brunson.